# Émile Henriot (químico)

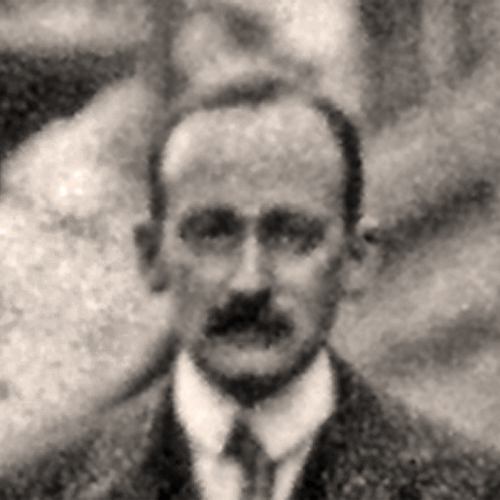
Émile Henriot fotografiado en una de las conferencias Solvay

Émile Henriot (Besanzón, 2 de julio de 1885 - Bruselas, 1 de febrero de 1961) fue un físico y químico suizo, reconocido por haber demostrado la radioactividad del potasio y del rubidio como elementos, en su estado natural. 

## Datos biográficos
En 1912, obtuvo un doctorado en física en la Sorbonne, bajo la dirección de Marie Curie.
Estudió métodos que permitieron generar velocidades angulares muy elevadas que posteriormente fueron usados para construir las ultracentrífugas.
Henriot fue pionero en el estudio del microscopio electrónico. Se especializó también en el estudio de la birrefringencia y de la vibración molecular.
Fue nombrado miembro de la Academia de Ciencias de Francia el 24 de marzo de 1947 en el departamento de física general.